# Carlos O. Zachrisson
Carlos Oscar Anselmo Zachrisson Padilla (Ciudad de Guatemala, 14 de septiembre de 1879-Ciudad de Guatemala, 14 de enero de 1956) fue un político y abogado guatemalteco. Se desempeñó en dos oportunidades como Ministro de Hacienda de Guatemala, entre 1922 y 1926, y nuevamente entre 1926 y 1929, como también Alcalde de la Ciudad de Guatemala en 1923. Su gestión como ministro es recordada por la reforma monetaria que llevó a cabo, que estableció la creación del quetzal como moneda nacional de Guatemala.

## Biografía
Zachrisson nació en la Ciudad de Guatemala, siendo hijo del matrimonio formado por Carlos E. Zachrisson, inmigrante sueco, y Clara Padilla. Se licenció en Derecho en la Universidad Nacional de Guatemala en 1901. Ejerció como abogado y notario en aquella ciudad. Se casó con Julia María Descampo, con quien tuvo ocho hijos.
Fue inicialmente nombrado ministro por el presidente José María Orellana en 1922, de quien había sido opositor. Zachrisson había sido miembro del Consejo de Asesores Económicos del ministro Rafael Felipe Solares, quien había intentado una reforma monetaria y tributaria sin éxito. En su primera gestión se destaca la ley de Reforma Monetaria que establece la creación del quetzal, bajo el patrón oro y en paridad con el dólar estadounidense. Volvió a desempeñarse en aquel cargo durante la gestión del presidente Lázaro Chacón. Por otra parte, promovió la creación del Crédito Hipotecario Nacional de Guatemala, como también de la creación del Banco Central de Guatemala. Previa a la reforma de Zachrisson, Guatemala no tenía una moneda establecida común, sino que cada municipalidad podía emitir su propia moneda, como así también ciertos privados. La reforma monetaria logró establecer una única moneda en todo el territorio guatemalteco bajo la autoridad del Banco de Guatemala, nombre que en aquel entonces tenía el banco central. Además de contar con la colaboración del exministro Solares, también fue asesorado por el economista mexicano-guatemalteco Enrique Martínez Sobral.
Fue alcalde de la Ciudad de Guatemala en 1923. Su imagen figura en los billetes de cincuenta quetzales que se encuentran en circulación desde 1974. El diseño se basa en un busto que se encuentra desde 1974 en la sede del banco Crédito Hipotecario Nacional de Guatemala realizado por Rodolfo Galeotti Torres.